# For today I am a boy
For today I am a boy (titre original : For Today I Am a Boy) est un roman de l’écrivaine canadienne Kim Fu. Il est publié dans sa version originale anglaise en 2014 aux éditions HarperCollins. En 2020, il est traduit en français par Jeannot Clair et publié aux éditions Héliotrope. L’histoire se concentre sur la vie d’un personnage trans qui ignore pour la majeure partie du livre qu’on puisse avoir une identité de genre différente de son sexe assigné à la naissance. Peter passe son enfance et son adolescence en Ontario. À l’âge adulte, le personnage déménage à Montréal, au Québec, où il entreprendra très progressivement une transition. Le livre porte le nom de la chanson du groupe newyorkais Antony and the Johnsons du même titre, ce pourquoi le titre du roman n’a pas été modifié pour la version française. Le roman s’ouvre sur les paroles de cette chanson.

## Présentation
Le roman présente le parcours de Peter, et de la famille Huang. Son père et sa mère ont quitté la Chine pour le Canada et se sont installés à Fort Michel (une ville fictive de taille moyenne) en Ontario. Seul fils de la famille, Peter aime passer du temps et jouer avec ses deux sœurs aînées, la séduisante Adele et la sérieuse Helen, et avec sa petite sœur insouciante Bonnie. Très tôt, il prend conscience que le monde des hommes lui est étranger, qu’il ne sent pas à sa place dans son corps de garçon et qu’il désire plus que tout être une femme. Il subit en silence l’intimidation, la violence des rapports de domination entre les hommes, le sexisme et la cruauté des rituels entre garçons à l’école et dans une cuisine de restaurant où il obtient son premier emploi et tombe amoureux d’un homme. Il observe également l'objectification et l’aliénation des femmes, à travers les modèles contrastés d’une voisine dépressive, de la petite amie de son partenaire d’entraînement et d’une présentatrice télé. Sa relation avec son père, un homme autoritaire et conservateur, très fier d’avoir un fils (il lui a donné un nom chinois signifiant « roi puissant »), est extrêmement difficile. Père (son nom et celui de Mère ne sont jamais donnés) n’est pas à l’écoute des sentiments et des aspirations des membres de sa famille. Il tente par tous les moyens de changer son fils pour qu’il réponde à l’image qu’il se fait de la masculinité. 
À l’âge de dix-huit ans, Peter quitte le foyer familial et part s’installer à Montréal. Il vit dans un étroit appartement, mène une vie solitaire et cumule les petits boulots dans des cuisines. Ses relations, sexuelles et affectives, sont rares et toujours toxiques : il rencontre entre autres Margie, une femme abusive plus âgée, et Claire, une évangéliste qui cherche à éradiquer sa propre homosexualité. Dans le tout dernier chapitre du livre, Peter rencontre des alliés et des militants, dont il accueille d’abord l’empathie avec scepticisme, fâché de découvrir une forme d’acceptation qu’il interprète comme un privilège indu. Grâce au soutien de ces derniers et de ses sœurs, Peter entrevoit la possibilité de s’accepter, de s’aimer et de trouver sa place en devenant celle qu’il a toujours été : Audrey. Le nom est un hommage à Audrey Hepburn, dont il a vu enfant le film Sabrina avec ses sœurs.
Le roman raconte également les parcours parallèles des trois sœurs Huang, à Montréal, Berlin et Washington, qui doivent faire face aux injonctions faites aux femmes, aux stéréotypes rencontrés par les enfants d’immigrants et aux exigences d’excellence imposées par leur père.

## Analyse et commentaire
En utilisant les codes du roman d’apprentissage et d’émancipation, le livre de Kim Fu aborde les questions de l’identité, de la transitude et de la quête de soi. Le récit met en lumière des thèmes comme la masculinité imposée et la masculinité toxique : « Peter subit en silence la violence des rituels de la masculinité, des batailles et de l’intimidation des cours d’école aux commentaires toxiques objectivant les femmes ». 
Le roman dépeint aussi la difficulté pour la famille Huang de trouver son identité dans un nouveau pays et dans une ville à dominance blanche. L’expérience sociale est fort différente pour les immigrants de première et de deuxième génération. Le père cherche à effacer toutes traces de l’héritage chinois afin que sa famille s’intègre au mieux et devienne une « vraie » famille occidentale. La langue maternelle est bannie au sein du foyer. 
Ces décrets autoritaires décidés par le père créent des souffrances dans la famille, notamment sur Mère qui refoule, pendant longtemps, son besoin de parler du passé, de ses ancêtres et de sa culture. Le roman est ainsi construit autour d’une perspective croisée sur la difficulté d’habiter un corps et d’accepter ce que la société projette sur lui, à travers la double lorgnette de l’expérience trans et de l’expérience d’immigration. 

## Réception
La version originale anglaise de For Today I Am a Boy, premier roman de Kim Fu, a reçu un accueil positif de la part des critiques au moment de sa sortie et été récompensé par des prix littéraires. Il a notamment été le lauréat, en 2015, du Edmund White Award et a été finaliste du PEN/Hemingway Award for Debut Fiction. Le roman a également été sélectionné comme choix des rédacteurs en chef du New York Times et le journal The Globe and Mail a souligné la force et la profondeur des personnages.
En 2020, la version française For today I am a boy compte parmi la première sélection du Prix des libraires, dans la catégorie « Roman hors Québec », où il est décrit comme un « livre sublime et tout en subtilité sur l’identité de genre ». Dans la revue de critique littéraire Lettres québécoises, l’auteur et critique Nicholas Giguère donne au roman quatre étoiles : « Roman de l’intériorité décrivant les étapes du processus de transition sexuelle, For today I am a boy présente une structure fort audacieuse. Délaissant la chronologie, multipliant les analepses et prolepses, alternant les points de vue narratifs (on passe de l’omniscience à la focalisation interne dans un même chapitre sans que cela crée des disjonctions notables), l’autrice privilégie la forme du fragment et procède par touches impressionnistes. Le portrait d’ensemble n’en est que plus saisissant. »

## Citations
Le rapport à l’émigration : 

« Avant longtemps, [Père] a été engagé par le bureau de Passeport Canada du quartier, dans le cadre d’un programme fédéral visant les minorités visibles. Rien ne correspondait moins à l’idée que mon père avait de lui-même. Sous l’écriteau Langues parlées, ils avaient ajouté un bandeau indiquant cantonais. Les quelques visiteurs chinois finissaient tous devant son guichet. Père les forçait à parler en anglais. Il était patient, mais incorruptible. (p. 78) »

La découverte de l’identité de genre de Peter, à l’adolescence : 

« Hors de la douche, je n’en revenais pas de la sensibilité de mes jambes nues. La serviette semblait trop rude, mais la passer sur mon corps me procurait des frissons de plaisir. J’ai enfilé la robe de chambre héritée de mon père, en tissu éponge bleu ardoise. Un miroir en pied étroit était posé derrière la porte de la salle de bain. Je l’évitais, d’ordinaire. Lui tournant le dos, je lui ai jeté un œil. Quelles jambes ! Elles surgissaient sous la robe de chambre, un peu pâles, mais minces et découpées. Des jambes faites pour des talons hauts. Pour des minijupes. Des jambes qu’on veut montrer. (p. 156-157) »

La difficulté de vivre dans le mauvais corps : 

« C’était une souffrance physique, profonde. Le contraire d’un membre fantôme, la souffrance de savoir que cette chose-là, cette chose que j’haïssais, était toujours là. Chaque jour, je devais la regarder. Chaque jour, je devais l’utiliser. Mais plus encore, je souffrais qu’on ne me regarde pas. J’aurais voulu être remarqué, d’une façon qu’on ne remarque ni les hommes ni les cuisiniers. (p. 175) »

« Le maquillage des hôtesses au restaurant japonais leur faisait des yeux larges comme ceux des personnages de dessins animés. Elles portaient des robes à imprimé oriental fendues jusqu’au haut de la cuisse. On leur demandait de coiffer leurs cheveux en une toque haute, à l’ancienne. Des œuvres d’art. Elles étaient là pour être regardées, admirées, vénérées. Moi, j’étais là pour remplir une tâche, pour fabriquer des choses. Un cheval de trait. Un homme. (p. 175) »